# Hottentotten

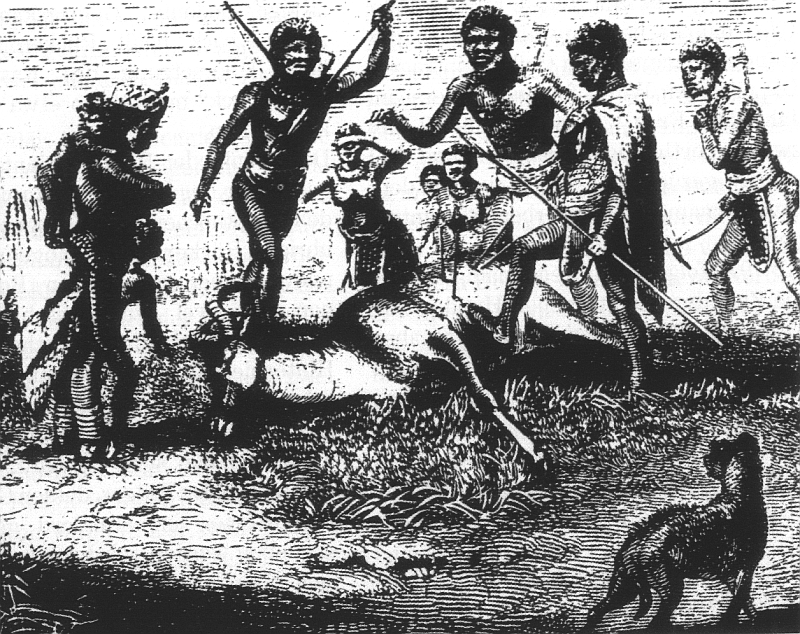
Koloniale Darstellung von „Hottentotten“ auf der Jagd (1857)

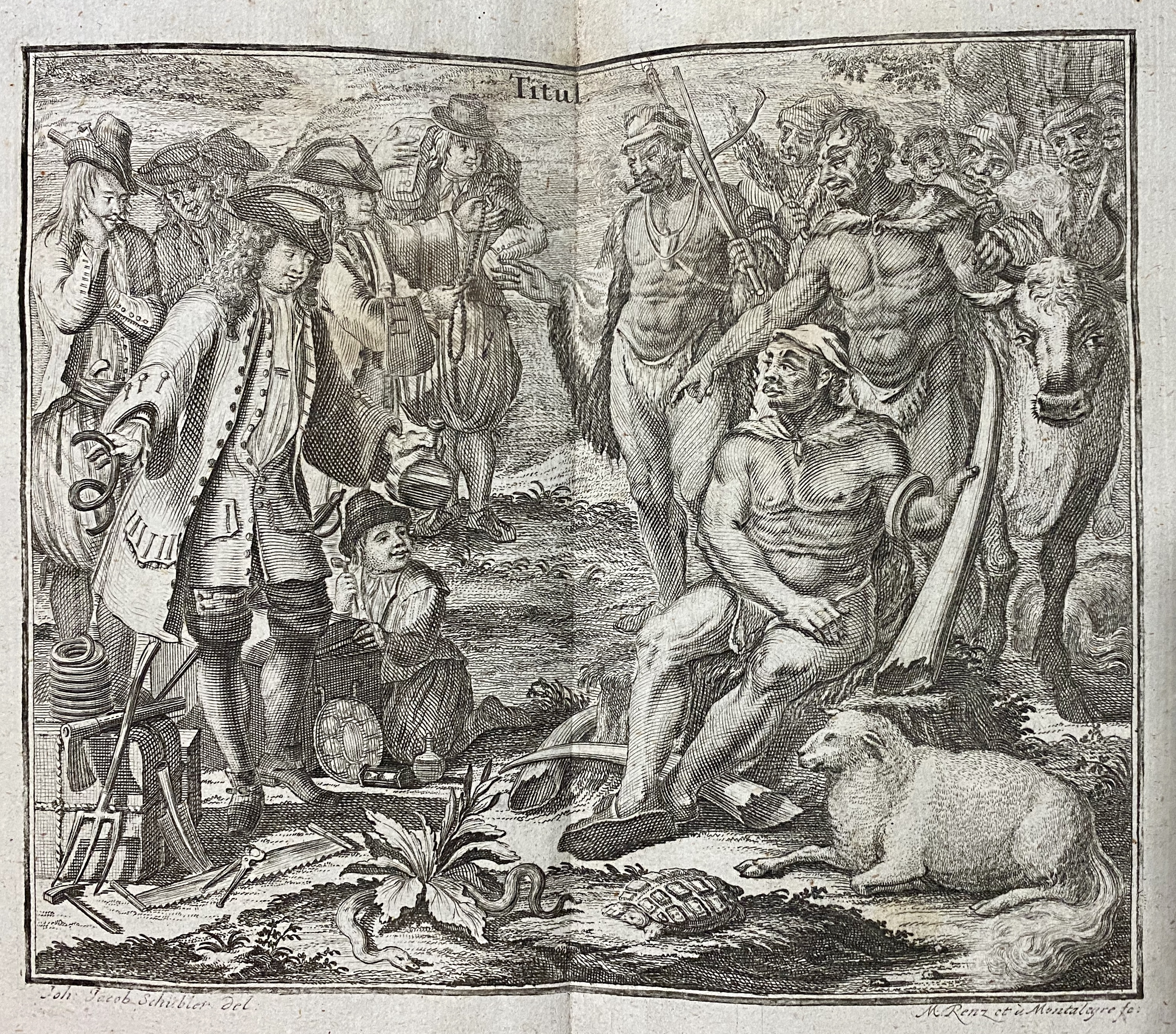
„Hottentotten“ in der Monografie von Peter Kolbens (1745)

Hottentotten im engeren Sinne ist eine in der Kolonialzeit von den Buren erstmals verwendete eurozentristisch geprägte Sammelbezeichnung für die im heutigen Südafrika und Namibia lebende Völkerfamilie der Khoikhoi, zu der die Nama, die Korana und Griqua (Orlam und Baster) gehören. Im weiteren Sinne ist es auch eine Bezeichnung für die San, also zusammen für die Khoisan. Kulturwissenschaftler gehen heute davon aus, dass die niederländische Bezeichnung Hottentot seit ihrer Einführung hauptsächlich abwertend rassistisch und diskriminierend verwendet wurde. Außerdem wurde das englische Wort Hottentots auf Menschen mit vermeintlich unterlegener Kultur und Mangel an intellektuellen Fähigkeiten übertragen.

## Etymologie
Ein Erklärungsversuch geht auf eine Eigenart der Khoisan-Sprachen zurück. Er geht davon aus, dass diese Sprachen von – für europäische Ohren ungewohnten – Klick- und Schnalzlauten, den ingressiven Verschlusslauten, durchsetzt sind. Diese Laute hätten dann die niederländischen Siedler als Gestotter empfunden und die Khoi somit als Stotterer (im nördlichen Dialekt des Afrikaans: hottentots) bezeichnet. Der Hinweis auf die eigentümliche Sprache (jedoch ohne Hinweis auf Stottern) für die Namensherkunft findet sich schon in den ersten Beschreibungen ab 1670.
Nach dem Zedler-Lexikon (Bd. 13, 1735) sollen die Khoi in fröhlicher Stimmung das Wort „Hottentot“ ausgerufen haben, was dann zur Benennung durch die Holländer führte.
Es finden sich auch historische Erklärungen, nach denen das Wort Hottentotte auch nordafrikanischen Ursprunges (Hadendoa) sein könnte.
Im Korpus von Google Books ist das niederländische Hottentots erstmals 1665 zu finden. Danach erscheint es in einer zusammengetragenen Reisebeschreibung von Olfert Dapper, die 1670 im gleichen Amsterdamer Verlag in einer deutschen Version herauskam, nun mit Hottentotten.

## Geschichte des deutschsprachigen Wortgebrauchs

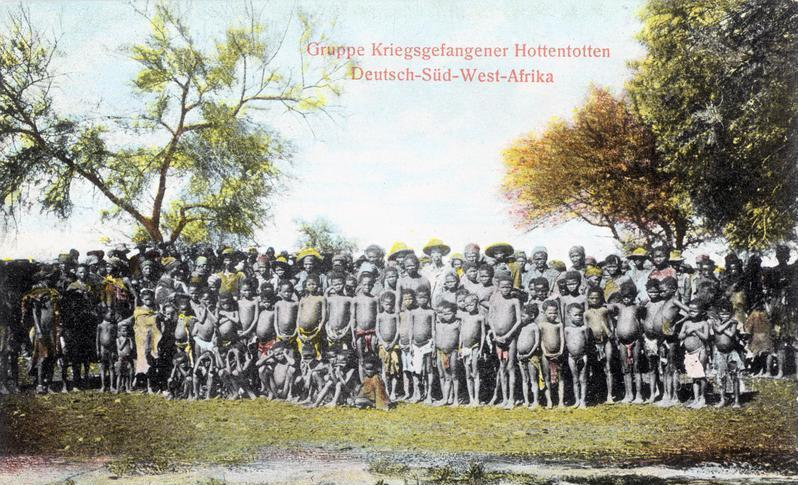
Kolorierte Postkarte (1904): „Gruppe kriegsgefangener Hottentotten – Deutsch-Süd-West-Afrika“

Im Rahmen der deutschen Koloniegründung im heutigen Namibia übernahmen die deutschen Siedler Sichtweisen und Wörter ihrer burischen Nachbarn. Eine Auseinandersetzung mit dem Wort Hottentotten findet sich im Deutschen Kolonial-Lexikon 1920: „Die H. nennen sich selbst Koikoin, was so viel wie Menschen bedeutet. Als Naman fasst man dagegen jetzt am besten alle H.-Stämme von Deutsch-Südwestafrika zusammen, obwohl diese Bezeichnung ursprünglich wohl nur für die vor 1800 dort vorhandenen Hottentotten galt. Das sonderbare Wort ‚Hottentott‘ hat man meist als einen holländischen Spottnamen bezeichnen wollen, …“
Zu diesem Zeitpunkt hatte sich der Begriff – bereits seit der Epoche der Aufklärung – in etlichen deutschsprachigen literarischen Werken manifestiert. Bis heute haben sich in Deutschland Redewendungen wie „Hier geht es zu wie bei den Hottentotten!“ oder „Hottentottenmusik“ erhalten. Die Wendungen sollen einen Mangel an räumlicher beziehungsweise musikalischer Ordnung zum Ausdruck bringen.
Der Ausdruck findet sich auch in verschiedenen Wortzusammensetzungen (Komposita).

## Mit „Hottentotten“ gebildete Komposita

### Fauna und Flora
- Hottentotta ist eine Skorpionsgattung. Dazu gehört zum Beispiel der Hottentotta tamulus
- die Hottentottenente (Spatula hottentota), heute Pünktchenente, ist in weiten Teilen Afrikas beheimatet
- „Hottentottenfeige“ steht für Carpobrotus, eine Pflanzengattung der Mittagsblumengewächse
- der „Hottentottfisch“ ist eine Pachymetopon blochii genannte Meerbrassenart[11]
- die Hottentottenfliege ist ein Wollschweber
- Hottentotten-Goldmull (Amblysomus hottentotus) heißt eine Art der Kupfergoldmulle aus dem südöstlichen Südafrika

### Biologistischer Bezug
- Hottentottenschürze steht für vergrößerte Schamlippen
- „Hottentottensteiß“ verweist auf ein ausladendes menschliches Gesäß (Steatopygie)

Beide Begriffe entstammen dem 19. Jahrhundert, der Blütezeit der Rassentheorien, die unter anderem biologistisch begründet wurden. Mit der Zuordnung solcher körperlicher Merkmale zu einem afrikanischen Volk verbanden viele damalige europäische Zeitgenossen ein besonderes Maß an Wollust und Laszivität. Sarah Baartman wurde in Großbritannien als Hottentot Venus und in Frankreich als Vénus hottentote ausgestellt. Heute ist bekannt, dass die genannten anatomischen Phänomene auch bei anderen genetisch ähnlichen Phänotypen vorkommen.

### Sozio-kultureller Bezug
- „Hottentottendeutsch“ (auch Küchendeutsch genannt) ist eine veraltete, meist abfällig wertende Bezeichnung für einen stark fehlerhaften Gebrauch der deutschen Sprache.[13][14][15]
- Als „Hottentottenwahlen“ ging die Reichstagswahl 1907 in die Geschichte ein. Sie fand unter dem Eindruck des sogenannten „Hottentotten- und Hereroaufstands“ (1904–1908) statt und des von der deutschen Schutztruppe verübten Völkermords an ihren Gegnern.